# 키소로구

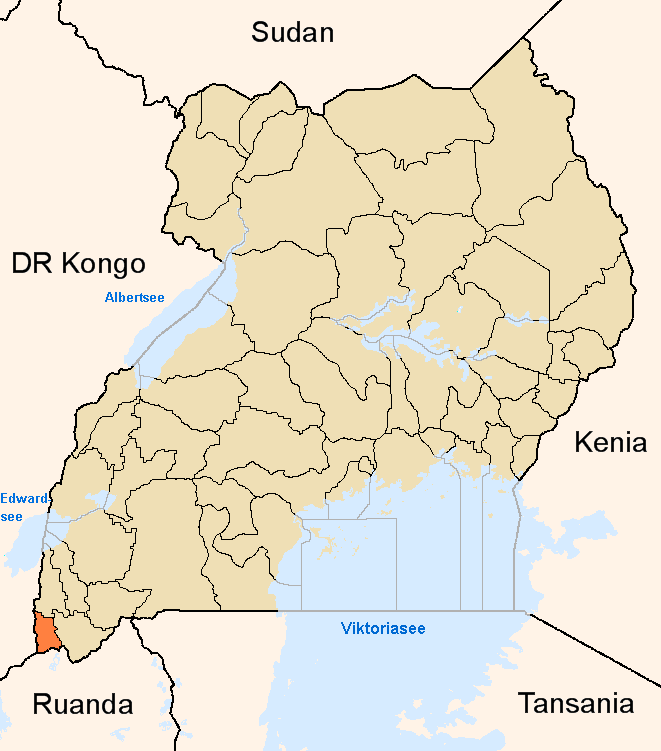
키소로 구의 위치

키소로구(Kisoro)는 우간다 남서부에 위치한 구로, 행정 중심지는 키소로이며 면적은 729.2km2, 인구는 220,312명(2002년 인구 조사 기준)이다.
행정 구역상으로는 서부 주에 속하며 1개 군(부품비라 군)을 관할한다. 구 북쪽에서 동쪽까지 산악 지대가 발달했고 북쪽으로는 브윈디 원시림 국립공원과 카눙구 구, 서쪽으로는 콩고 민주 공화국 북키부 주, 남쪽으로는 르완다 북부 주와 접한다.